# دراگان پانتلیچ
دراگان پانتلیچ (سیریلیک صربی: Dragan Pantelić؛ ۹ دسامبر ۱۹۵۱ – ۲۰ اکتبر ۲۰۲۱)، بازیکن فوتبال و دروازه‌بان اهل یوگسلاوی بود.
از باشگاه‌هایی که در آن بازی کرده‌است می‌توان به بوردو اشاره کرد.
وی همچنین در تیم ملی فوتبال یوگسلاوی بازی کرده‌است.